# 4584 Akan
4584 Akan è un asteroide della fascia principale. Scoperto nel 1990, presenta un'orbita caratterizzata da un semiasse maggiore pari a 2,7902814 UA e da un'eccentricità di 0,2007418, inclinata di 7,70196° rispetto all'eclittica.